# Кобилянка (Підляське воєводство)
Кобилянка (пол. Kobylanka) — село в Польщі, у гміні Міхалово Білостоцького повіту Підляського воєводства.
Населення — 115 осіб (2011).
У 1975—1998 роках село належало до Білостоцького воєводства.

## Демографія
Демографічна структура станом на 31 березня 2011 року:
|          | Загалом | Допрацездатний вік | Працездатний вік | Постпрацездатний вік |
| -------- | ------- | ------------------ | ---------------- | -------------------- |
| Чоловіки | 55      | 3                  | 47               | 5                    |
| Жінки    | 60      | 12                 | 33               | 15                   |
| Разом    | 115     | 15                 | 80               | 20                   |

## Уродженці
- Гайдук Микола (1933—1998) — білоруський письменник, журналіст, краєзнавець, педагог.